# Сверчков, Никита Кузьмич
Ники́та Кузьми́ч Сверчко́в (27 января 1891, село Яншихово-Норваши, Казанская губерния — 18 июля 1985, Чебоксары) — советский художник, член Союза художников СССР, заслуженный деятель искусств РСФСР и ЧАССР, народный художник ЧАССР. Участник гражданской войны

## Биография

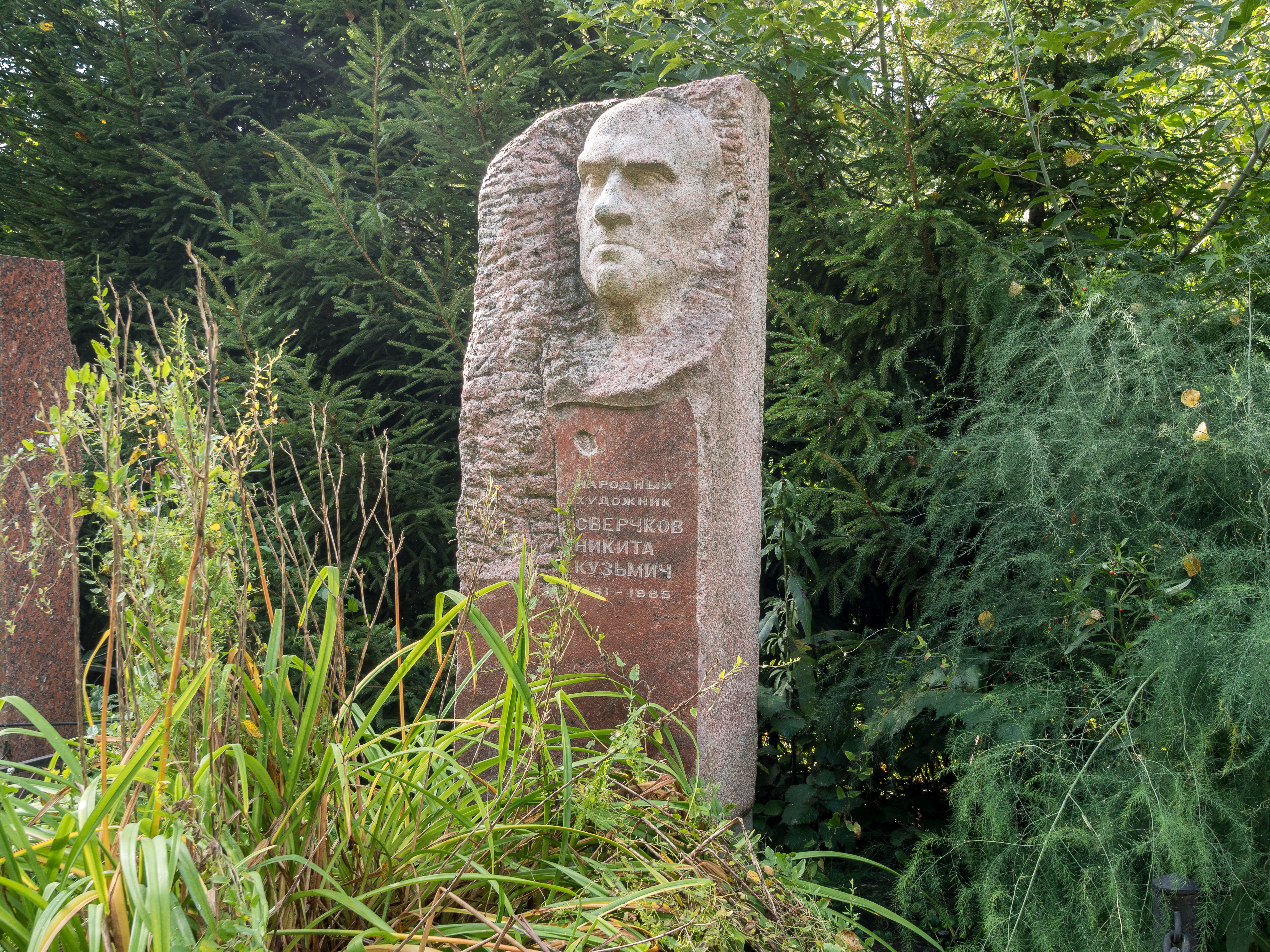
Могила Н. К. Сверчкова в Чебоксарах

Никита Сверчков родился 27 января 1891 года в семье Лаврентьевых, крестьян села Яншихово-Норваши Цивильского уезда Казанской губернии.
Начальное художественное образование получил в Казанской художественной школе. Затем продолжил обучение в Высшем художественном училище при Академии художеств в Петрограде.
Умер 18 июля 1985 года в Чебоксарах, похоронен на мемориальной аллее Первого городского кладбища.

## Известные работы
«Поклонение киремети», «Насильственное крещение чуваш», «Пушкин в чувашской деревне», «Горький на Волге», «Переправа Пугачева через Волгу», «Объявление автономии Чувашии» (1935), «Комиссар Крепков», «Первый трактор в Чувашии», «Форсирование Днепра», «Птичница». 
Много раз с конца 1920-х годов до 1963 года художник обращался к изображению чувашской свадьбы. Искусствовед Георгий Исаев предположил, что это было следствием сильного впечатления, которое испытал Сверчков в 1909 году, когда увидел на выставке в Казани полотно Николая Фешина «Черемисская свадьба».

## Награды
- орден Красной Звезды
- орден «Знак Почета»
- медаль «За доблестный труд в Великой Отечественной войне 1941—1945 гг.»
- заслуженный деятель искусств Чувашской АССР (1940)
- народный художник Чувашской АССР (1975)
- заслуженный деятель искусств РСФСР (1981)
- Почетная Книга Трудовой Славы и Героизм Чувашской АССР